# Attiguppe, Hunsur
Attiguppe là một làng thuộc tehsil Hunsur, huyện Mysore, bang Karnataka, Ấn Độ.